# 小齿唇兰
小齿唇兰（学名：Anoectochilus crispus）为兰科开唇兰属下的一个种。

## 扩展阅读
- 維基物種上的相關：小齿唇兰